# Jennie Finchová
Jennie Finchová (Jennie Finch Daigle, * 3. září 1980 La Mirada, USA) je americká softballistka, členka reprezentačního týmu USA. Na olympiádě v Athénách v roce 2004 získala s týmem USA zlaté medaile.

## Mezinárodní sportovní úspěchy
- 2008 – 2. místo na Olympijských hrách v Pekingu
- 2006 – 1. místo na Mistrovství světa v Pekingu
- 2004 – 1. místo na Olympijských hrách v Athénách
- 2003 – 1. místo na Panamerických hrách (Santo Domingo, Dominikánská republika)
- 2002 – 1. místo na Mistrovství světa (Saskatchewan, Kanada)
- 1999 – 2. místo na Juniorském mistrovství světa (Tchaj-pej, Tchaj-wan)

## Život a kariéra
Narodila se v La Miradě v Kalifornii rodičům Dougovi a Bev. Vyrůstala se staršími bratry Shanem a Landonem. Celá rodina milovala baseball. Její otec ji brával na MLB na zápasy Los Angeles Dodgers. Už od dětství se u ní projevovalo sportovní nadání, není tedy divu, že začala hrát softball. Nejprve od pěti let hrála tzv. T-ball, od devíti let nadhazovala. Ve 12 letech vyhrála s týmem California Cruisers mistrovství Americké amatérské softballové asociace (Amateur Softball Association - ASA) v této věkové kategorii.
Na střední škole (La Mirada High School) hrála za školní tým La Mirada Matadores na postech nadhazovačky, první metařky a spojky. Kromě softballu hrála taky basketbal a volejbal, byla dokonce kapitánkou školních týmů v těchto třech sportech. Ve druhém ročníku byla vyhlášena nejužitečnější hráčkou (MVP) středoškolské ligy. V létě roku 1997 vyhrála mistrovství Americké softballové asociace v kategorii 18letých. Byla výborná pálkařka, ale jako nadhazovačka neměla konkurenci. Za čtyři roky na střední škole dosáhla jako nadhazovačka následujících statistik: 50 vítězství (12 proher), 6 x perfect game, 13 no-hitter, 0.15 ERA a 784 strajk autů.
Po maturitě se rozhodovala zda půjde studovat na UCLA nebo na Arizonskou univerzitu v Tucsonu. Nakonec se rozhodla pro Arizonu, protože univerzitní softballový tým trénoval Mike Candrea, který dokázal Arizonské divoké kočky (Arizona Wildcats) dovést v předchozích letech k 5 univerzitním titulům (NCAA National Champion). Na univerzitě studovala v letech 1999 - 2002 mediální komunikaci a speciální pedagogiku. V roce 2001 se Divokým kočkám podařil získat 6 univerzitní titul, když ve finále porazily tým UCLA. V roce 2002 Arizona prohrála ve finále s týmem Kalifornské univerzity z Berkeley. V letech 2001 a 2002 získala Jennie prestižní cenu pro nejlepší hráčku roku (Honda Award) a nejlepší nadhazovačku v pacifické konferenci (Pitcher of the Year). Třikrát byla vybrána do all-star týmu (NFCA First-team All-American). Její dres s číslem 27 byl 9. května 2003 slavnostně zvěčněn na ohrazení softballového stadiónu Arizonské univerzity (Rita Hillenbrand Memorial Stadium).
V prvním ročníku VŠ dovedla svůj tým na postu nadhazovačky k 24 vítězstvím za sezónu. Ve druhém ročníku to bylo 29 vítězství. Ve třetím ročníku vytvořila univerzitní rekord, když v jedné sezóně nadhazovala ve 32 zápasech a všechny skončili vítězstvím Arizony. Ve čtvrtém ročníku to bylo 24 vítězství. Celkem 109 vítězství v té době znamenalo 12. místo v dlouhodobých univerzitních celoamerických statistikách.
V roce 2002 se zúčastnila prvního mistrovství světa v seniorské kategorii. Američanky ve finále porazily Austrálii. V roce 2003 reprezentovala USA na Panamerických hrách a opět z toho bylo první místo.
Rok 2004 zasvětila přípravě na letní olympijské hry, kdy s reprezentací absolvovala přípravu a sérii zápasů (Aiming for Athens). Už v průběhu této přípravy byla nejsledovanější hráčkou reprezentace a „miláčkem“ fanoušků. Na olympiádě nastoupila jako nadhazovačka ve dvou zápasech proti Itálii a Kanadě. Oba zápasy byly vítězné, Jennie zahrála 13 strajk autů a soupeřkám povolila pouze 1 odpal a 1 doběh. Po fiasku amerických basketbalistů na této olympiádě, dostaly americké softbalistky od médií přezdívku „Tým snů“ (Dream team).
Objevila se jako host v mnoha televizních pořadech a diskusích, ve kterých propaguje ženský softball a ženské sportovkyně obecně. Od roku 2003 spolupracuje s MLB jako moderátorka pořadu This week in baseball (TWIB). V rámci tohoto pořadu má svou část (Pitch, Hit and Run with Jennie Finch), kam si zve jako hosty baseballové hráče, kteří Jennie a diváky zasvěcují do baseballových dovedností. Velice populární jsou pořady, ve kterých nadhazuje proti těmto hráčům. Tím, že nadhazuje z menší (softballové) vzdálenosti, je její rychlý nadhoz (fastball) o rychlosti 114 km/h (71 mph) srovnatelný s baseballovým nadhozem o rychlosti 161 km/h (100 mph).
Díky svým úspěchům a popularitě se stala zajímavou i pro sponzory. Podepsala smlouvu např. s firmou Mizuno, která nabízí kolekci softballového vybavení s jejím jménem.
Od roku 2005 hraje ženskou profesionální softballovou ligu National Pro Fastpitch za tým Chicago Bandits. Hned v první sezóně byla, společně se svou týmovou spoluhráčkou Lauren Bay, vyhlášena nejlepší nadhazovačkou.
V roce 2005 se provdala za baseballového nadhazovače Caseyho Daigleho (hraje nižší profesionální soutěže na farmách Arizona Diamondbacks). Svatba proběhla 15. ledna 2005 v Crystal Cathedral v Garden Grove v Kalifornii. Dne 4. května 2006 se jim narodil syn Ace Shane.
Po návratu z mateřské dovolené se zapojila do přípravy národního týmu na další mistrovství světa, které se uskutečnilo v září 2006 v čínském Pekingu. Američanky vyhrály, ve finále porazily Japonsko 3:0. Jennie nadhazovala ve dvou zápasech (1 výhra, 1 prohra), v dalších 6 zápasech hrála na první metě.

## Zajímavosti
Jako atraktivní blondýnka a úspěšná sportovkyně neunikla pozornosti médií, která si ji všimla po vítězství na univerzitním mistrovství v roce 2001. Oslnila na předávání cen ESPY (ESPY Awards) v roce 2002, kde se objevila v černých přiléhavých šatech. Zájem o její osobu gradoval v roce 2004, kdy vyhrála anketu ESPN.com o nejatraktivnější sportovkyni světa (Hottest Female Athlete). V on-line hlasování ve finále porazila Annu Kurnikovovou.
V roce 2004 dostala nabídku na focení aktů pro časopis Playboy. Tuto lukrativní nabídku odmítla s odůvodněním, že je jako úspěšná sportovkyně idolem pro mnohé mladé dívky. Svou roli nesporně sehrálo i to, že je křesťanka.
V roce 2005 nafotila kolekci fotografií pro plavkové vydání časopisu Sports Illustrated (Sports Illustrated Swimsuite Issue). Fotografem byl Stewart Shining.